# Taifa de Càceres
L'emirat de Càceres fou un estat musulmà de breu existència (1159-1171) centrat en la ciutat de Càceres. Vers el 1020 la regió va quedar inclosa a l'emirat de Badajoz, fins al 1142 en què fou ocupada pels castellans als quals els va arrabassar Alha al-Gausi (Alha al-Ghawsi) rei d'Al-Kantara, l'any següent. Alha va traslladar a Càceres la seva residència el 1159. Càceres va passar a Castella el 1171 i altre cop la van perdre davant els almohades (1172-1184), recuperant-la el 1184 per retornar als almohades (1185-1229) fins que va passar definitivament a Castella el 1229.